# What Cheer (Iowa)
What Cheer est une ville du  comté de Keokuk, en Iowa, aux États-Unis. Elle est fondée en 1865, sous le nom de Petersburg, et incorporée le 27 février 1880.

## Source de la traduction
- (en) Cet article est partiellement ou en totalité issu de l’article de Wikipédia en anglais intitulé « What Cheer, Iowa » (voir la liste des auteurs).